# Lohaynny Vicente
Lohaynny Vicente   (Rio de Janeiro, 2 de maig de 1996) és una esportista brasilera que competeix en bàdminton en la categoria individual. Va ser qualificada per competir en els Jocs Olímpics de 2016 a la seva ciutat d'origen, Rio de Janeiro, Brasil.

## Vida personal
Vicente va néixer el 2 de maig de 1996 a Rio de Janeiro, Brasil. La seva germana major Luana Vicente també és una jugadora de bàdminton internacional. Quan Lohaynny tenia quatre anys i Luana tenia sis anys, el seu pare, un traficant de drogues, va morir en un tiroteig amb la policia. Després de la mort del seu pare, la seva mare es va traslladar amb la família des de l'oest de la ciutat de Chacrinha, una favela al nord de Rio. Ara viu amb la seva germana a Campinas, São Paulo, en una casa finançada per la Federació brasilera de bàdminton.